# Катори (крайцер, 1939)
Катори (на японски: 香取) е учебен кораб (лек крайцер) на Императорските ВМС на Япония от времето на Втората световна война. Главен кораб на едноименната серия крайцери. Кръстен е в чест на шинтоистко светилище в Чиба.

## Предистория
Крайцерите от типа „Катори“ изначално са заложени като учебни съдове в периода 1937 – 1939 г. в рамките на програмите за строителство на спомагателни съдове. С началото на войната на Тихия океан те започват да се използват като флагмани на различните флотилии (от флотилии на подводници до ескадри за съпровождане). В хода на войната корабите се модернизират: на тях се поставят допълнителни зенитни оръдия и апарати за пускане на дълбочинни бомби.

## История на службата

### Начало
„Катори“ е построен от компанията Mitsubishi в нейната корабостроителница в Йокохама. На 20 април 1940 г. строителство му е завършено, и корабът е приписан официално към базата на ВМС в Йокосука. На 28 юли 1940 г. „Катори“ и крайцерът „Кашима“, от същия тип, участват в последното си предвоенно пътешествие: Етаджима – Оминато — Дайрен – Порт Артур – Шанхай.

### Начало на войната в Тихия океан
На 11 ноември 1941 г. командващият 6-и подводен флот, вицеадмирал Мицуми Шимизу, събира съвещание на своите командири на борда на крайцера „Катори“ по повод предстоящото нападение над Пърл Харбър. На 24 ноември крайцерът се насочва към островите Трук в лагуната Чуук, а в деня на нападението се намира на Маршаловите острови при атола Куаджалин. На 10 декември същата година японската подводница I-6 съобщава за движение в североизточна посока на самолетоносача „Лексингтън“ (USS Lexington (CV-2)) и два крайцера, и Шимизу заповядва на своите подводници да потопят тези кораби, обаче операцията не се увенчава с успех. В края на 1941 г. „Катори“ се връща на Трук, а на 3 януари 1942 г. вицеадмирал Шимизу, на неговия борд, провежда съвещание по повод операция „R“ (десанта в Рабаул и Кавиенг), който се състои на 23 и 24 януари.
На 1 февруари 1942 г., в хода на авианападението над Куаджалин, „Катори“ е атакуван на бомбардировачи SBD Dauntless и торпедоносци TBD Devastator, от борда на самолетоносача „Ентърпрайз“ (USS Enterprise (CV-6)). Шимизу е ранен, а „Катори“ е повреден, но крайцерът достига Йокосука на свой ход и влиза за ремонт. През май той се връща на атола, където на 24 май 1942 г. командирът на 6-и подводен флот, вицеадмиралът маркиз Комацу Терухиса, заповядва на капитана на групата свръхмалки субмарини Сасаки Ханкюда проведе нападение над Сидни Харбър.
През август 1942 г. „Катори“ отново се връща в Йокосука: там на борда на крайцера са поставени две сдвоени 25-мм зенитни оръдия Тип 96 на носовата част. На островите Трук той продължава да носи своята служба, понякога посещавайки Йокохама. На 21 юни 1943 г. вицеадмирал Такео Такаги поема командването на 6-и подводен флот, а след загубата на Куаджалин „Катори“, на 15 февруари 1944 г., е включен в Общото командване на силите за съпровождение.

### Гибел в боя при островите Трук
На 17 – 18 февруари 1944 г. 58-а оперативна група (на английски: Task Force 58) на американския флот, състояща се от 9 самолетоносача и поддържана от 6 линкора, 10 крайцера и 28 разрушителя, извършва разрушително нападение над Трук. Малко преди нападението „Катори“ излиза от пристанището, съпровождайки плаващите към Йокосука въоръжения търговски кораб „Акаги мару“, разрушителите „Майкадзе“ и „Новаки“ и тралчика „Шьонан мару №15“. Крайцерът е атакуван от изтребители Grumman F6F Hellcat и торпедносци-бомбардировачи Grumman TBF Avenger, които излитат от самолетоносачите „Йорктаун“ (USS Yorktown (CV-10)), „Интрепид“ (USS Intrepid (CV-11)), „Есекс“ (USS Essex (CV-9)), „Бънкър Хил“ (USS Bunker Hill (CV-17)) и „Коупенс“ (USS Cowpens (CVL-25)). „Акаги мару“, в резултат на авионападението, потъва, а „Катори“ получава неголеми повреди от попадение на торпедо.
Но след няколко часа по-късно линкорите на оперативна група 50.9 „Ню Джърси“ (USS New Jersey (BB-62)) и „Айова“ (USS Iowa (BB-61)), както и крайцерите „Минеаполис“ (USS Minneapolis (CA-36)) и „Ню Орлиънс“ (USS New Orleans (CA-32)) с разрушителите „Брдфорд“ (USS Bradford (DD-545)) и „Бърнс“ (USS Burns (DD-588)) откриват групата на „Катори“ и откриват огън. Разрушителите, прикриващи групата на големите кораби, осъществяват шест торпедни залпа към крайцера „Катори“, който вече има крен към левия борд. Нито едно торпедо не достига целта си, като и ответния торпеден залп на „Катори“ не се увенчава с успех. От разстояние примерно 13,2588 км „Айова“ дава 46 изстрела с 406-мм осколочно-фугасни снаряди и 124 изстрела със 127-мм снаряди, всичко 8 залпа. Според данните на самолетите Lockheed Hudson от 17-о крила на палубната авиация, след втория залп на „Айовы“ са фиксирани попадения в „Катори“, а след четвъртия залп корабът се преобръща през левия борд: открити са седем големи отвора с диаметър по 1,5 м всяко, в десния борд (едно се намира под мостика на 1,5 м над водолинията, още няколко са на нивото на самата водолиния) и като минимум девет по-малки отвора. Разрушенията по левия борд са още по-колосални. След 5 минут под водата се оказва кърмата на „Катори“, който продължава да се накренва по левия борд и той отива на дъното.
Корабът е потоплен примерно на 40 морски мили (64 км) северозападно от островите Трук. Макар във водата американците и да виждат опитващи се да се спасят моряци, никакви усилия за спасяването на японците не са предприети. „Катори“ е окончателно изключен от списъците на Императорския флот на 31 март 1944 г.